# František Vajnar
František Vajnar (15. září 1930 Strašice – 9. prosince 2012 Praha) byl český houslista a dirigent.

## Životopis
Po studiu na Pražské konzervatoři u prof. Karla Šnebergra a Aloise Klímy v letech 1945–1952. Poté nastoupil do orchestru Národního divadla v Praze. Byl dirigentem opery v Ostravě a Ústí nad Labem a od roku 1974 také dirigentem opery Národního divadla v Praze a roku 1979 se stal šéfdirigentem Symfonického orchestru Českého rozhlasu.
V letech 1981–1983 byl kapelníkem Švédského komorního a symfonického orchestru v Örebro a mezitím se roku 1982 stal také dirigentem České filharmonie. V letech 1987–1990 byl šéfdirigentem opery Národního divadla a Státní opery v Praze. V letech 1991–2001 byl šéfdirigentem Filharmonie Hradec Králové. Současně s tím byl v letech 1968–1993 uměleckým vedoucím souboru Collegium musicum Pragense.
Významná byla také nastudování některých oper v zahraničí, např. první provedení Smetanovy Prodané nevěsty (1981) a Dvořákovy Rusalky (1994) v Opeře v Sydney. Na tradičním operním festivalu v irském Wexfordu nastudoval v roce 1989 Prokofjevovu operu Zásnuby v klášteře.
František Vajnar natočil přes 100 nahrávek symfonické hudby u firem Supraphon, Panton, EMI, Bluebell Records, Naxos.

### Pedagogická činnost
František Vajnar v letech 1974–1975 vyučoval na Pražské konzervatoři a od roku 1975 na pražské HAMU obor dirigování. Jeho žáky byli např. Vojtěch Spurný, Jiří Štrunc, Norbert Baxa, Jiří Malát, Tomáš Netopil či Marek Štryncl, Michael Keprt.